# Comuna Kotelnîkove, Krasnohvardiiske
Kotelnîkove (în ucraineană Котельникове) este o comună în raionul Krasnohvardiiske, Republica Autonomă Crimeea, Ucraina, formată din satele Dibrivske, Kotelnîkove (reședința) și Mașîne.

## Demografie
Componența lingvistică a comunei Kotelnîkove
     Rusă (66,81%)
     Ucraineană (19,44%)
     Tătară crimeeană (10,81%)
     Alte limbi (0,47%)
Conform recensământului din 2001, majoritatea populației comunei Kotelnîkove era vorbitoare de rusă (66,81%), existând în minoritate și vorbitori de ucraineană (19,44%), tătară crimeeană (10,81%) și armeană (1,67%).